# Ceyssac

Ceyssac este o comună în departamentul Haute-Loire, Franța. În 2009 avea o populație de 395 de locuitori.